# Parafia katedralna Matki Bożej Królowej Apostołów w Częstochowie
Parafia katedralna Matki Bożej Królowej Apostołów w Częstochowie – parafia Kościoła Polskokatolickiego w RP, położona w dekanacie śląskim diecezji krakowsko-częstochowskiej. Funkcję świątyni parafialnej pełni katedra pw. Matki Bożej Królowej Apostołów, siedziba diecezji krakowsko-częstochowskiej. Proboszczem parafii jest obecny ordynariusz diecezji ks. inf. Antoni Norman, który mieszka w Bukownie. Msze św. odbywają się w niedzielę o godzinie 11:00.

## Historia
Parafia została erygowana w 1960 przez ks. bpa Maksymiliana Rodego. W 1961 objął ją proboszcz ks. Jerzy Szotmiller, późniejszy ksiądz dziekan, a w latach 1979–2011 biskup Kościoła Polskokatolickiego diecezji krakowsko-częstochowskiej.
Początkowo parafia posiadała murowaną kaplicę przy ul. Jana Henryka Dąbrowskiego 16. Od 1971 parafia przeniosła się do budynku przy ul. Jasnogórskiej 33. 23 sierpnia 1979 wojewoda częstochowski wydał zgodę na budowę nowej świątyni. Kamień węgielny położono 10 lipca 1983. Uroczyste poświęcenie kościoła w Częstochowie miało miejsce w dniu 1 września 1985 w obecności licznie zgromadzonych wiernych i duchowieństwa Kościoła.